# Peptídeo semelhante a glucagon 1

GLP-1 e diabetes (em inglês)

O peptídeo semelhante a glucagon 1 (Glucagon-like peptide-1, GLP-1) é uma incretina derivada do produto da transcrição do gene de pró-glucagon. A maior fonte de GLP-1 no corpo são células enteroendócrinas que secretam GLP-1 como um hormônio do trato gastrointestinal. As formas biologicamente ativas de GLP-1 são: GLP-1-(7-37) e GLP-1-(7-36) NH2. 
A secreção de GLP-1  por células enteroendócrinas do íleo depende da presença de nutrientes no lúmen do intestino delgato. Os secretagogos (agentes  que causam ou estimulam alguma secreção) desse hormônio incluem nutrientes como carboidratos, proteínas e lipídeos. Uma vez na circulação, o GLP-1 possui uma meia vida de menos que 2 minutos, devido à rápida degradação pela enzima dipeptidil peptidase 4. Ele é um potente hormônio anti-hiperglicêmico, induzindo estimulação dependente de glicose da secreção de insulina, enquanto suprimindo a secreção de glucagon. Tal ação dependente de glicose é particularmente atraente por que, quando os níveis de glicose plasmática estão na faixa normal de jejum, o GLP-1 não estimula mais a insulina, não levando à hipoglicemia. O GLP-1 restaura  a sensitividade de células B pancreáticas  a glicose, possivelmente aumentando a expressão de GLUT-2 e da glicocinase.  O GLP-1  também é capaz de inibir a apoptose de células B (ou beta) pancreáticas, além de estimular sua proliferação e diferenciação. Além disso, o GLP-1 também é capaz de inibir a secreção gástrica e a motilidade do TGI, o que retarda a absorção de carboidratos e contribui para um efeito de saciação.

## Funções fisiológicas
O GLP-1 possui diversas propriedades fisiológicas que o tornam (e seus análogos) objetos de intensa investigação científica, como alvos para o tratamento de diabetes mellitus. As funções fisiológicas conhecidas do GLP-1 incluem:
- aumento da secreção de insulina do pâncreas de maneira dependente de glicose.[4]
- diminuição da secreção de  glucagon no pâncreas através da ativação de um GPCR
- aumento da sensibilidade a insulina em células A e células B do pâncreas
- aumento da massa de células beta e expressão do gene para insulina.
- inibição da secreção de ácido gástrico e esvaziamento gástrico no estômago.
- diminuição no consumo alimentar através do aumento da saciedade no cérebro

Como evidência do papel fisiológico de GLP-1 na secreção de insulina pós-prandial, mostrou-se que doses orais de glicose levam a picos de insulina muito mais pronunciados quando em comparação com glicose intravenosa.
Pacientes obesos com marca-passos gástricos mostram adaptações metabólicas, o que resulta frequentemente em remissão da diabetes 1 ano.
Além de sua função como um secretagogo de insulina, o GLP-1 aparenta apresentar também um papel na fisiologia óssea. Pesquisadores das universidades de Angers e Ulster mostratam que há uma redução massiva na força óssea em camundongos knockout para o receptor de GLP-1, principalmente devido a baixa qualidade óssea.